# 普勒姆勒克
普勒姆勒克（法語：Pleumeleuc，法語發音：[plœmlœk]）是法国伊勒-维莱讷省的一个市镇，位于该省西部，属于雷恩区。

## 地理
普勒姆勒克（48°11'4"N, 1°55'8"W）面积19.51 平方千米，位于法国布列塔尼大區伊勒-维莱讷省，该省份为法国西北部沿海省份，位于布列塔尼半岛东部，北濒大西洋，西接阿摩尔滨海省和莫尔比昂省，南至大西洋卢瓦尔省，西南端接曼恩-卢瓦尔省，东临马耶讷省，东北与芒什省接壤。
与普勒姆勒克接壤的市镇（或旧市镇、城区）包括：罗米耶、贝代、布勒泰伊、克莱、布列塔尼地区帕尔特奈、圣吉勒。

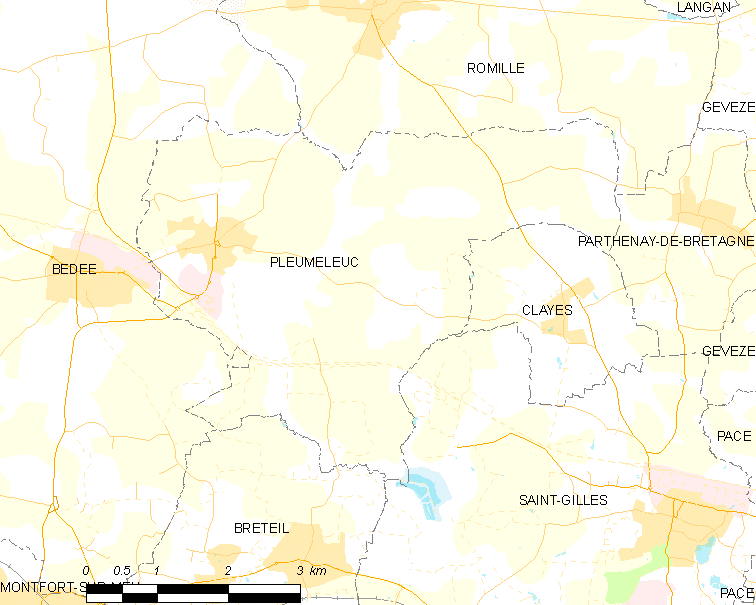
普勒姆勒克的OSM定位图

普勒姆勒克的时区为UTC+01:00、UTC+02:00（夏令时）。

## 行政
普勒姆勒克的邮政编码为35137，INSEE市镇编码为35227。

## 政治
普勒姆勒克所属的省级选区为默河畔蒙福尔县。

## 人口

1962-2008年间普勒姆勒克人口变化图示

普勒姆勒克于2022年1月1日时的人口数量为3535人。